# Upravljanje resursima
Za novozelandski zakon, vidi Zakon o upravljanju resursima iz 1991.
Upravljanje resursima (resursni menadžment) u organizacijskim znanostima označava učinkovitu i djelotvornu implementaciju organizacijskih resursa kada postoji potreba za njima. U te resurse mogu spadati financijski resursi, inventar, ljudske vještine, proizvodni resursi ili informacijska tehnologija (IT). U području projektnog menadžmenta razvijeni su procesi, tehnike i postupci za najbolji pristup u alokaciji resursa. Među njih spadaju rasprave o funkcionalnoj nasuprot križno-funkcionalne alokacije resursa jednako kao i procesa priznatih od organizacija poput PMI-a preko njihove metodologije PMBOK pa do projektnog menadžmenta. Upravljanje resursima je ključni element u procjenjivanju aktivnosti resursa i projektu upravljanja ljudskim resursima. Oboje su bitne sastavnice sveobuhvatnog projekta menadžmentnog plana za uspješno izvršavanje i nadziranje projekta. Kao i u slučaju projektnog menadžmenta kao veće discipline, dostupni su programski alati za upravljanje resursima koji automatiziraju i pomažu u procesu alokacije resursa, pa sve do vidljivosti projektnih i portfeljnih resursa uključujući njihovu ponudu i potražnju.
Upravljanje ljudskim resursima (HR menadžment)
Ovo je znanost o alokaciji ljudskih resursa unutar raznih projekata ili poslovnih jedinica čime se maksimizira iskorištavanje dostupnih resursa osoblja radi postizanja poslovnih ciljeva; i izvode aktivnosti neophodne u održavanju te radne snage kroz identifikaciju potreba osoblja, planiranje i predviđanje obračuna plaća i dobiti, edukaciju i profesionalni razvoj, te administriranjem njihovih radnih i životnih potreba. Učinkovito i djelotvorno određivanje resursa organizacijskog osoblja gdje su i kada potrebni, imaju li potreban alat, obuku i vještine koje posao zahtjeva.

### Tehnike
Jedna tehnika upravljanja resursima je resursno niveliranje. Glavni cilj resursnog niveliranja je izjednačavanje zaliha resursa pri ruci, smanjujući jednako višak inventara kao i njegov manjak.
Potrebni podaci jesu: potražnja raznih resursa predviđena vremenskim periodom u budućnosti dokle je razumno kao i konfiguracijom resursa koji su potrebni u potražnji, i ponuda resursa također predviđena vremenskim periodom u budućnosti dokle je razumno.
Cilj je postizanje stopostotne iskoristivosti za što postoji mala vjerojatnost kada se uračuna važna metrika i subjekti zadrške, primjerice: ostvarivanje minimalne uslužne razine, no inače minimiziranjem troškova.
Princip je investirati u resurse kao uskladištene mogućnosti, a zatim otpremanje mogućnosti prema potražnji.
Dimenzija razvoja resursa uključena je u upravljanje resursima čime se investiranje u resurse može održati malenim dodatnim investiranjem u razvoj novih potražnih mogućnosti uz niže investiranje od odlaganja tekućih resursa i njihovom zamjenom drugima koje imaju potražne mogućnosti.
U očuvanju staništa upravljanje resursima označava skup postupaka koji se poduzimaju za odražavanje integriteta prirodnih sustava. Primjeri ovog oblika upravljanja jesu upravljanje zračnim resursima, očuvanje tla, upravljanje šumama i divljači, te upravljanje vodnim resursima. Širi termin za ovu vrstu upravljanja resursima je upravljanje prirodnim resursima (NRM, engl. natural resource management)

## Više informacija
- Upravljanje okolišem
- Alokacija resursa
- Resource Management Software

## Vanjske poveznice
- Softver s otvorenim kodom/analiza slučaja/alokacija resursa korištenjem pravila prioriteta  Arhivirana inačica izvorne stranice od 11. listopada 2007. (Wayback Machine)
- Nivelacija neograničenih resursa uporabom minimalne momentne metode i PACK-a  Arhivirana inačica izvorne stranice od 17. lipnja 2008. (Wayback Machine)
- VPMi Express vs. VPMi Professional - komparativna tablica za upravljanje resursima  Arhivirana inačica izvorne stranice od 1. veljače 2009. (Wayback Machine)